# Abierto Internacional Ciudad de Cancun
L'Abierto Internacional Ciudad de Cancun, noto anche come Abierto Internacional Varonil Ciudad de Cancún, è stato un torneo professionistico di tennis giocato sulla terra verde, che faceva parte dell'ATP Challenger Tour. Si giocava annualmente a Cancún in Messico dal 2008 al 2010.

## Albo d'oro

### Singolare
| Anno | Campione      | Finalista      | Punteggio |
| ---- | ------------- | -------------- | --------- |
| 2008 | Grega Žemlja  | Martín Alund   | 6–2, 6–1  |
| 2009 | Nicolás Massú | Grega Žemlja   | 6–3, 7–5  |
| 2010 | Pere Riba     | Carlos Berlocq | 6–4, 6–0  |

### Doppio
| Anno | Campioni                                 | Finalisti                      | Punteggio           |
| ---- | ---------------------------------------- | ------------------------------ | ------------------- |
| 2008 | Łukasz Kubot Oliver Marach               | Lee Hsin-han Yang Tsung-hua    | 7–5, 6–2            |
| 2009 | Leonardo Tavares Andre Begemann          | Adil Shamasdin Greg Ouellette  | 6–1, 6(6)–7, [10–8] |
| 2010 | Víctor Estrella Burgos Santiago González | Rainer Eitzinger César Ramírez | 6–1, 7–6(3)         |